# Kassina cassinoides
Kassina cassinoides és una espècie de granota de la família dels hiperòlids que viu a Burkina Faso, Camerun, Costa d'Ivori, Gàmbia, Ghana, Mali i, possiblement també, a Benin, el Txad, Guinea, Guinea Bissau, Mauritània, Níger, Nigèria, Senegal i Togo.